# 부종
부종(浮腫; 문화어: 붓기, 영어: edema, oedema, fluid retention, dropsy, hydropsy, swelling) 또는 부증(浮症) 혹은 수종(水腫)은 조직에 수분이 과도하게 축적된 상태이다.
조직 내의 림프액 등의 액체가 고여서 과잉 존재하고 부어있는 상태를 말한다.
인체 조직은 세포와, 세포들 사이의 공간을 채우는 세포외 기질(細胞 間質)로 구분할 수 있는데, 대부분의 부종은 세포외 기질에 수분이 축적되는 질환이다. 이는 모세혈관의 혈압의 증가, 혈장 단백질의 감소, 모세혈관의 투과도(en)의 증가, 림프관의 폐쇄 등에 의해 발생한다.
부종의 영어 낱말 edema는 그리스어 낱말 οἴδημα oídēma에서 왔으며, 부기(swelling)를 의미한다.

## 치료
운동과 함께 식이요법도 매우 중요하다.
대개 나트륨과 염증을 분해하는 효소를 꾸준히 섭취하면 치료가 가능하다.
붓기 제거로 슬리머트 벨리센도 복용해도 좋다.

## 같이 보기
- 수분저류현상

## 영향을 미치는 요인
나트륨과 염증은 붓기의 주 원인이며, 더더욱 붓기를 악화시킨다.
또한 몸이 찬 경우도 잘 붓는데 이 또한 원활하지 않은 혈액순환과 관련이 있다. 흔히 자기 전 라면 등 짠 음식을 먹었을 때 더욱 붓는 것처럼 체내의 염분이 과다하면 삼투압현상으로 세포 내액이 조직세포로 과다하게 유입돼 부종이 생기게 된다.